# Discoverer 1

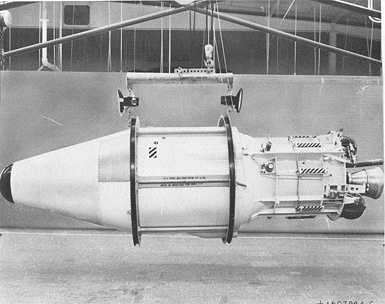

Discoverer 1 fu il primo di una serie di satelliti artificiali che facevano parte del programma Corona, organizzato dal DARPA e dall'United States Air Force.
Fu il primo prototipo del satellite da ricognizione KH-1, ma non aveva a bordo fotocamera né pellicola fotografica. Il satellite pesava 618 kg e fu lanciato il 28 febbraio 1959 con un razzo vettore Thor-Agena dalla Vandenberg Air Force Base.
Il Discoverer 1 fu il primo satellite lanciato in orbita polare.